# Jean-Pierre Jarier
Jean-Pierre Jacques Jarier (* 10. července 1946 Charenton-le-Pont) je bývalý francouzský automobilový závodník a pilot Formule 1, kde působil v týmech Shadow, Team Lotus, Ligier, Osella a Tyrrell Racing. Jeho nejlepším umístěním bylo třikrát třetí místo,a také obsadil třikrát pole position.

## Život

### Kariéra ve Formuli 1
Ve Formuli 1 se poprvé objevil při Grand Prix Itálie 1971 s vozem March. Po úspěchu v evropské sérii Formule 2 v roce 1973 měl možnost podepsat ve Formuli 1 smlouvu s týmem Scuderia Ferrari, ale stájová jednička pilot Clay Regazzoni trval na tom, aby se jeho stájovým kolegou stal mladý rakouský jezdec Niki Lauda a tak pro rok 1974 podepsal smlouvu na celou sezónu s týmem Shadow Racing Cars. Po smrti Petera Revsona se stal jedničkou v týmu, v Grand Prix Monaka 1974 se dostal na stupně vítězů, když skončil na třetím místě a celkově v sezóně 1974 skončil 14. místě.
Sezóna 1975 v týmu Shadow nebyla pro něho úspěšná. Jeho jediné body byly za 4. místo ve zkrácené Grand Prix Španělska 1975. Ani sezóna 1976 v týmu Shadow Racing Cars nebyla úspěšná, vůz nebyl konkurenceschopný a tak Jarier do konce sezóny nezískal žádné body.
V roce 1977 přešel ke společnosti ATS, k týmu Penske a hned v prvním závodě Grand Prix USA Západ 1977 získal bod za umístění na šestém místě. V závěru sezóny se rozhodl německý tým vynechat poslední závody a tak v posledních závodech jednorázově jel s vozem Shadow a poslední závod s vozem Ligier. V tomto roce se také úspěšně angažoval ve sportovních autech, když vyhrál dva závody s Alfou Romeo T33 s Arturem Merzariem a také společně s Vernem Schuppanem skončil druhý v závodě 24 hodin Le Mans.
V následujícím roce 1978 v týmu ATS byl neúspěšný. V průběhu sezóny po hádce s vedoucím týmu Günterem Schmidem byl propuštěný poté, co se nedokázal kvalifikovat do Grand Prix Monaka 1978. Krátce nato byl znovu najatý do Grand Prix Německa 1978, ale znovu došlo k roztržce s vedoucím týmu a tak na konci sezóny podepsal smlouvu s týmem Lotus, kde obsadil volné místo po smrti Ronnie Petersona. Při Grand Prix USA 1978 ve Watkins Glen zajel nejrychlejší kolo a během závodu se držel na třetím místě než mu došlo palivo. I při Grand Prix Kanady 1978 dominoval. ale jeho závod ukončil unikající olej z motoru.
Pro rok 1979 a 1980 podepsal smlouvu s týme Tyrrell Racing. Během dvou sezón byl jezdcem, který se pravidelně umísťoval na bodovaných místech. Jeho nejlepšími výsledky byly dvě 3. místa, které získal na Grand Prix Jihoafrické republiky 1979 a Grand Prix Velké Británie 1979.

### Ukončení kariéry
V roce 1981 se na dva závody stal dočasným jezdcem týmu Ligier, když z týmu odešel Jean-Pierre Jabouille. Zbytek sezóny odjel v týmu Osella. I v roce 1982 strávil sezónu v týmu Osella, kde při Grand Prix San Marino 1982, která byla bojkotována většinou britských týmů, obsadil 4. místo. Zbytek roku nebyl úspěšný a Jarier po smrti Riccarda Palettiho při Grand Prix Kanady 1982 spíše udržoval morálku v týmu. V roce 1983 jezdil v týmu Ligier, po neúspěšné sezóně v niž nezískal žádné body se rozhodl kariéru ve Formuli 1 ukončit.